# Gyopárosfürdő megállóhely
Gyopárosfürdő megállóhely egy Békés vármegyei vasúti megállóhely, Orosháza településen, a MÁV üzemeltetésében. Gyopárosfürdő városrész központjában, a nevét adó fürdő bejárata mellett helyezkedik el, közvetlenül a 4408-as út mentén.

## Vasútvonalak
A megállóhelyet az alábbi vasútvonalak érintik:
- Kiskunfélegyháza–Orosháza-vasútvonal

## Kapcsolódó állomások
A megállóhelyhez az alábbi állomások vannak a legközelebb:
- Szentetornya megállóhely
- Orosháza vasútállomás

## Forgalom
| Járat        | Útvonal | Gyakoriság |
| ------------ | --- | ---------- |
| személyvonat | Szentes – Dónát – Pusztatemplom – Fábiánsebestyén – Újváros – Gádoros – Justhmajor – Szentetornya – Gyopárosfürdő – Orosháza | Napi 3 pár |